# Pierre Dubié
Pas d'image ? Cliquez ici

a Compétitions nationales et continentales officielles uniquement.

b Matchs officiels uniquement.
Pierre Dubié, né le 13 mars 1936 à Toulouse et mort le 30 août 2017 dans la même ville, est un joueur de rugby à XIII international français évoluant au poste de pilier dans les années 1950 et 1960.
Il joue en club avec l'AS Carcassonne et le Toulouse olympique XIII. Avec Carcassonne, il remporte le titre de la Coupe de France en 1961 et 1963.
Fort de ses performances en club, il côtoie l'équipe de France et compte cinq sélections entre 1967 et 1968 affrontant la Grande-Bretagne et l'Australie.

## Biographie

### Palmarès
- Collectif :
  - Vainqueur de la Coupe de France : 1961 et 1963 (Carcassonne).
  - Finaliste de la Coupe de France : 1968 (Toulouse).

### Détails en sélection
| 1. | 22 janvier 1967  | Grande-Bretagne | 13-16 | Test-match | Pilier | - | - | - | - |
| 2. | 4 mars 1967      | Grande-Bretagne | 23-13 | Test-match | Pilier | - | - | - | - |
| 3. | 24 décembre 1967 | Australie       | 10-3  | Test-match | Pilier | - | - | - | - |
| 4. | 7 janvier 1968   | Australie       | 16-13 | Test-match | Pilier | - | - | - | - |
| 5. | 11 février 1968  | Grande-Bretagne | 13-22 | Test-match | Pilier | - | - | - | - |